# الأحكام العرفية في عهد فرديناند ماركوس

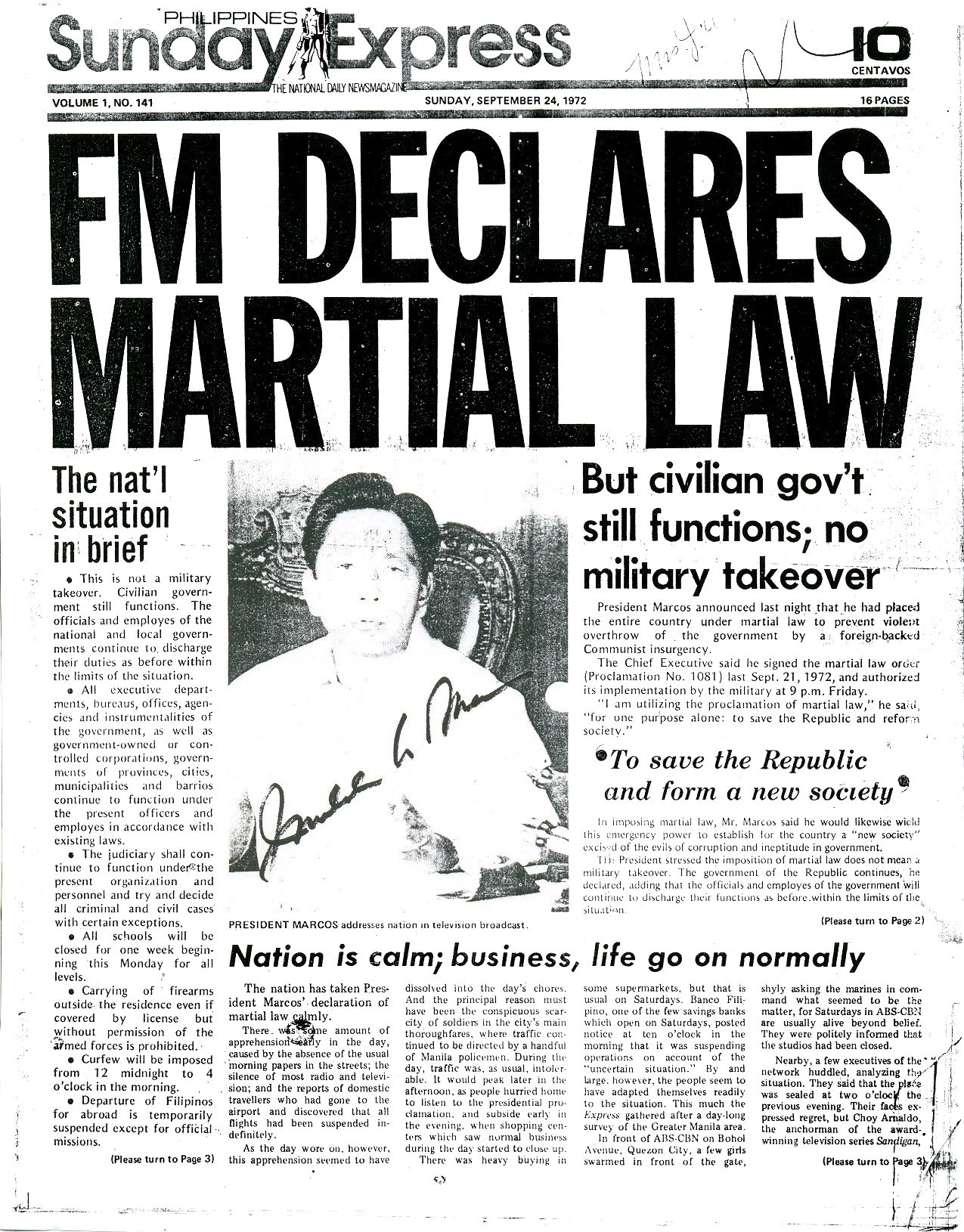
طبعة يوم الأحد من جريدة فلبينز ديلي إكسبريس في 24 سبتمبر 1972، كانت الصحيفة الوحيدة التي نُشرت بعد إعلان الأحكام العرفية في 23 سبتمبر، مساء اليوم السابق

في الساعة 7:15 مساءً يوم 23 سبتمبر 1972، أعلن الرئيس فرديناند ماركوس عبر التلفزيون أنه فرض الأحكام العرفية على الفلبين، مشيرًا إلى أنه فعل ذلك ردًا على "التهديد الشيوعي" الذي تشكله الحزب الشيوعي الفلبيني (CPP) حديث التأسيس، و"التمرد" الطائفي لـحركة استقلال المسلمين (MIM). اتهم معارضو ذلك الوقت (مثل لورينزو تانيادا، خوسيه ديوكنو، وجوفيتو سالونغا) ماركوس بالمبالغة في تقدير هذه التهديدات واستخدامها كذريعة لتعزيز سلطته وتمديد فترة حكمه إلى ما بعد الفترتين الرئاسيتين المسموح بهما بموجب دستور 1935. وقع ماركوس على الإعلان رقم 1081 في 21 سبتمبر 1972، مما يمثل بداية فترة حكم استمرت أربعة عشر عامًا، استمرت فعليًا حتى تم نفيه من البلاد في 25 فبراير 1986. تم رفع الإعلان رقم 1081 رسميًا في 17 يناير 1981، على الرغم من أن ماركوس احتفظ بجميع صلاحياته كـديكتاتور حتى تمت الإطاحة به في فبراير 1986.
تُذكر هذه الفترة التي استمرت تسع سنوات في تاريخ الفلبين بسجل إدارة ماركوس في انتهاكات حقوق الإنسان، خاصة استهداف المعارضين السياسيين، ونشطاء الطلاب، والصحفيين، والعاملين الدينيين، والمزارعين، وغيرهم ممن قاوموا ديكتاتورية ماركوس. بناءً على توثيق منظمة العفو الدولية، قوة عمل معتقلي الفلبين، وهيئات مراقبة حقوق الإنسان المماثلة، يعتقد المؤرخون أن ديكتاتورية ماركوس شهدت 3,257 حالة قتل خارج نطاق القضاء معروفة، و35,000 حالة تعذيب موثقة، و737 حالة "اختفاء"، و70,000 حالة سجن.(ص.4)(ص.16) بعد الإطاحة بماركوس، اكتشف المحققون الحكوميون أن إعلان الأحكام العرفية سمح أيضًا لعائلة ماركوس بإخفاء ثروات سرية غير مبررة، والتي قررت محاكم مختلفة لاحقًا أنها "ذات أصل إجرامي".
في حين بدأت رئاسة ماركوس في أواخر عام 1965، يقتصر هذا المقال على الفترة التي مارس فيها سلطات ديكتاتورية تحت الأحكام العرفية، والفترة التي استمر فيها في ممارسة تلك السلطات على الرغم من رفع الإعلان في عام 1981.

## الإدارة والمجلس
| صفحات تبدأ ب‍ ‍الأحكام العرفية في عهد فرديناند ماركوس |
| ------------------------------------------------- |
| - الأحكام العرفية في عهد فرديناند ماركوس          |

## التفسيرات لإعلان الأحكام العرفية
تم تقديم العديد من التفسيرات كأسباب لإعلان ماركوس الأحكام العرفية في سبتمبر 1972، بعض منها قدمته إدارة ماركوس كتبريرات رسمية، وبعضها كان وجهات نظر معارضة قدمها إما المعارضة السياسية الرئيسية أو من قبل المحللين الذين يدرسون الاقتصاد السياسي لهذا القرار.

### التبريرات الرسمية
في رسالته في عام 1987، الدكتاتورية والأحكام العرفية: الاستبداد الفلبيني في 1972، حدد أستاذ الإدارة العامة في جامعة الفلبين أليكس بريلانتس جونيور ثلاث أسباب قدمتها إدارة ماركوس، قائلًا إن الأحكام العرفية:
- كانت ردًا على المؤامرات اليسارية واليمينية ضد إدارة ماركوس؛
- كانت مجرد نتيجة لفساد النظام السياسي بعد فشل الديمقراطية على الطريقة الأمريكية في التوطن في المجتمع الفلبيني؛
- كانت انعكاسًا لتاريخ المجتمع الفلبيني من الاستبداد والحاجة المزعومة للقيادة الحديدية.

تم ذكر التبريرين الأولين صراحة في الإعلان 1081، الذي استشهد بتبريرين صريحين: "لحماية الجمهورية" (من المؤامرات المختلفة)؛ و"لإصلاح المجتمع" (بعد فشل الديمقراطية على الطريقة الأمريكية). أما التبرير الثالث فقد نشأ من دعاية الإدارة، التي صورت ماركوس كشخصية فائقة الوطنية أو متعصبة قادرة على إجبار الفلبينيين "المفسدين" على الطاعة.

### وجهات نظر معارضة

#### التيار السياسي السائد
واجه إعلان ماركوس للأحكام العرفية معارضة من جميع فئات المجتمع الفلبيني – بدءًا من الفلاحين الفقراء الذين حاولت الإدارة طردهم من منازلهم؛ إلى الطبقة السياسية القديمة في الفلبين التي حاول ماركوس إبعادها عن السلطة؛ إلى الأكاديميين والاقتصاديين الذين اعترضوا على تفاصيل سياسات ماركوس للأحكام العرفية. جميع هؤلاء، بغض النظر عن موقعهم الاجتماعي أو معتقداتهم السياسية، اتفقوا على تفسير أن ماركوس أعلن الأحكام العرفية:
- كاستراتيجية لتمكين فرديناند ماركوس من البقاء في السلطة بعد فترتي الرئاسة المسموح له بهما بموجب دستور الفلبين لعام 1935؛ و
- كوسيلة للتغطية على الثروات المكتسبة بطرق غير مشروعة لماركوس وعائلته وأصدقائه.

#### التفسيرات الاقتصادية
بالإضافة إلى ذلك، بعض النقاد الذين يربطون الدوافع الاقتصادية بإعلان ماركوس للأحكام العرفية، يقترحون أن الأحكام العرفية:
- كانت استجابة لنظام السوق العالمي، الذي يتطلب السيطرة المحكمة على الأنظمة الاجتماعية والسياسية لكي يتم استغلال موارد البلاد بشكل فعال؛
- كانت نتاجًا للصراعات الداخلية بين العائلات التي تشكل الطبقة الاجتماعية العليا في المجتمع الفلبيني؛ و
- كانت تواطؤًا بين السلطات الحكومية والعائلات الثرية لإبقاء أفراد الطبقات الدنيا في البلاد بعيدًا عن القوة.

## التخطيط والتحضير للأحكام العرفية

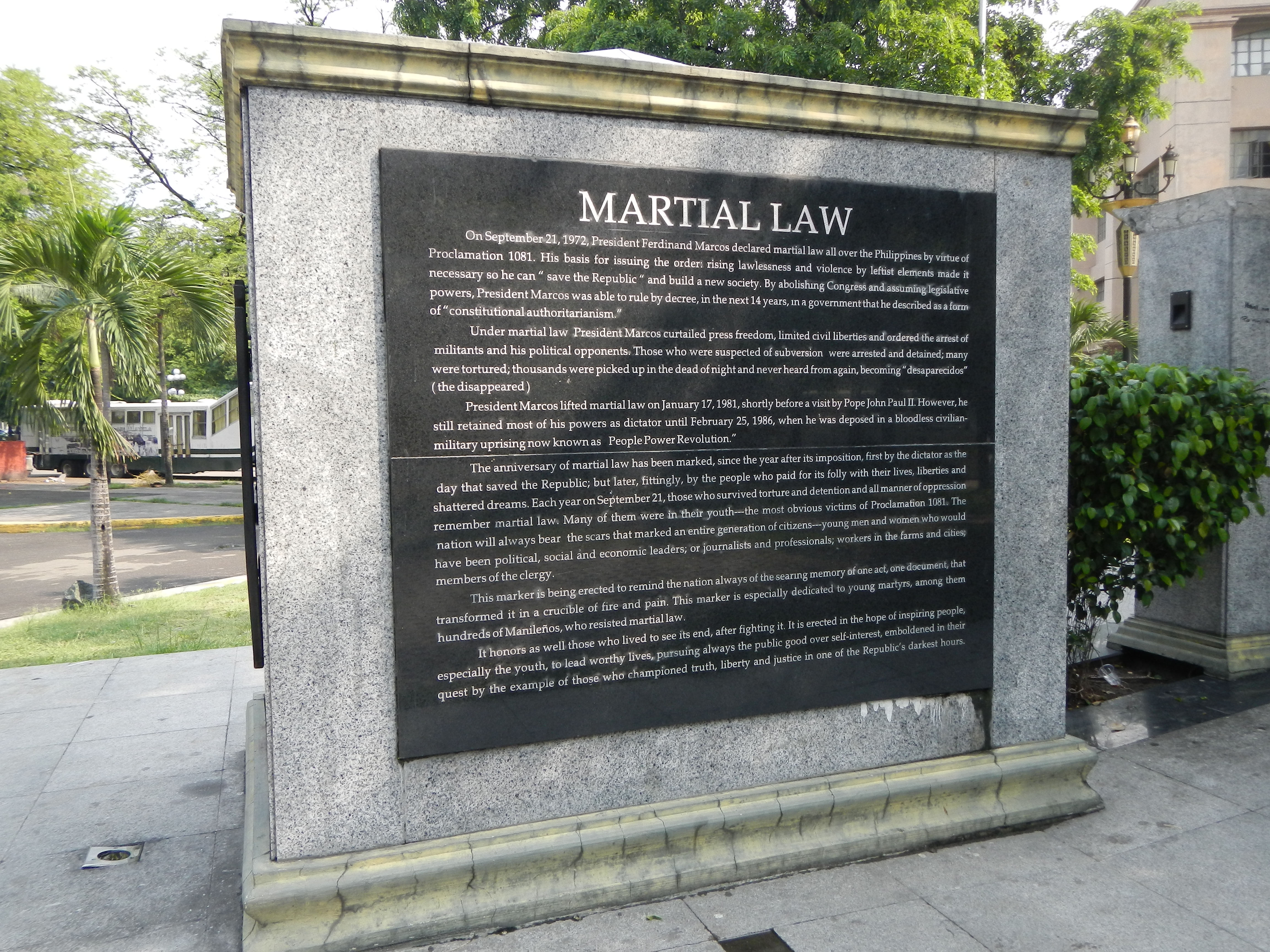
نصب الأحكام العرفية في حديقة ميهان

على الرغم من أن ماركوس ادعى في البداية أنه أعلن الأحكام العرفية ردًا على أعمال عنف حدثت في عامي 1971–72 – مثل تفجير ساحة ميراندا ومحاولة الاغتيال المزعومة لوزير الدفاع إنريلي – فإن التحضير لتنفيذها كان قد بدأ في وقت مبكر. وأشار مساعد ماركوس الذي تحول إلى مُخبر بريميتيڤو ميخارس إلى أن "البنية التحتية الأولية للأحكام العرفية تم وضعها في الواقع في أول يوم من توليه رئاسة الفلبين في 30 ديسمبر 1965."
ومن أبرز ما حدث أنه بحلول الوقت الذي أعلن فيه ماركوس الأحكام العرفية في سبتمبر 1972، كان قد:
- ضمن ولاء المؤسسات الحكومية – خاصة القوات المسلحة الفلبينية – له؛[19][20]
- عين 8 من أصل 11 قاضيًا في المحكمة العليا الفلبينية؛[21]
- حصل على دعم إدارة نيكسون؛[22] و
- بعناية صنع بيئة العلاقات العامة التي ضمنت أن معظم المواطنين الفلبينيين سيقبلون على الأقل في البداية الأحكام العرفية.[23]

### السيطرة على القوات المسلحة والشرطة

#### محفظة وزير الدفاع
بدأ ماركوس في زيادة نفوذه على القوات المسلحة الفلبينية بمجرد أن أصبح رئيسًا في عام 1965، من خلال اتباع سابقة الرئيس رامون ماجسايساي في حمله محفظة وزير الدفاع في أول ثلاثة عشر شهرًا من رئاسته. يلاحظ المحلل الدفاعي الأمريكي دونالد برلين أن هذا منح ماركوس فرصة للتفاعل المباشر مع قادة القوات المسلحة الفلبينية، ويدًا في العمليات اليومية للجيش. يلاحظ الكاتب السنغافوري وأستاذ العلوم السياسية تيرينس لي أن ذلك أدى إلى "تطوير نظام المحسوبية داخل المؤسسة الدفاعية." يلاحظ الأستاذ ألبرت سيلوزا في كتابه عام 1997 حول الاقتصاد السياسي للاستبداد في الفلبين: "كان من المفترض أن هناك خطة عمل موجودة منذ عام 1965... ولم يعارض أحد الخطة لأن لا أحد كان متأكدًا من أنها ستنفذ.":{{{1}}}

#### إعادة هيكلة القوات المسلحة الفلبينية
نفذ ماركوس قريبًا "أكبر إعادة هيكلة في تاريخ القوات المسلحة" عندما أجبر أربعة عشر من أصل خمسة وعشرين من ضباط القوات المسلحة الفلبينية على التقاعد، بما في ذلك رئيس أركان القوات المسلحة الفلبينية، نائب رئيس أركان القوات المسلحة الفلبينية، القائد العام للجيش الفلبيني، رئيس جهاز الشرطة الفلبينية، قادة جميع مناطق الشرطة الأربعة، وثلث جميع القادة الإقليميين للشرطة.
وكان أحد الأمثلة البارزة على الضباط الذين تم إجبارهم على الاستقالة هو القائد البحري رامون ألكاراز – بطل الحرب العالمية الثانية الذي سيُلقب في النهاية بـ "أب مشاة البحرية الفلبينية" وسيُسمى أحد سفن البحرية الفلبينية باسمه. تم إجبار ألكاراز على الاستقالة من القوات المسلحة بسبب نجاحه في عمليات مكافحة التهريب البحرية التي تعارضت مع تسويات ماركوس مع "ملك المهربين" المزعوم لينو بوكالان.
بدلاً من هؤلاء الضباط، عين ماركوس ضباطًا من منطقته الأصلية، إيلوكوس، وكان من بين الأبرز منهم من كان له علاقات عائلية مع ماركوس – مما يضمن ولاءهم العائلي والإقليمي له. كانت هذه الممارسة شائعة لدرجة أنها اكتسبت لقبًا سريعًا: "إيلوكانايزيشن". من أهم هذه التعيينات كان خوان بونس إنريلي كوزير للدفاع، وفيديل راموس كنائب رئيس أركان القوات المسلحة الفلبينية، وكلاهما كانا من أقارب ماركوس؛ وفابيان فير، زميل ماركوس من سارَّات، إيلوكوس نورت، كأركان القوات المسلحة الفلبينية.
بالتوازي مع "الإيلوكانايزيشن"، تم السماح للجنرالات المخلصين لماركوس بالبقاء في مناصبهم بعد سن التقاعد المفترض، أو تم مكافأتهم بوظائف حكومية مدنية. أدى ذلك إلى فقدان المعنويات بين ضباط القوات المسلحة في الرتب المتوسطة، لأن ذلك يعني تباطؤًا كبيرًا في الترقيات وتسبب في تقاعد العديد من الضباط برتب أقل بكثير مما كانوا سيحصلون عليها في ظروف أخرى.
نتيجة لذلك، أشار أستاذ شؤون الأمن دوغلاس ج. ماكنالد إلى أنه "في نهاية الديكتاتورية، كانت القوات العسكرية والمنظمات الاستخباراتية قد تم تسييسها بشكل سيء على أسس أجيال، كما هو الحال اليوم."

#### وحدات الدفاع الذاتي للبارانغاي وقوات الدفاع المنزلي المدنية
في يونيو 1970، سمح ماركوس بإنشاء ميليشيات مدنية تحت اسم "وحدات الدفاع الذاتي للبارانغاي"، والتي تم إعادة تسميتها إلى قوات الدفاع المنزلي المدنية في عام 1977 من خلال المرسوم الرئاسي 1016. في بداية تشكيلها، بلغ عدد قوات الدفاع المنزلي 73,000 رجل، وحققت سمعة سيئة باعتبارها من الجناة الرئيسيين في انتهاكات حقوق الإنسان خلال فترة الأحكام العرفية.

#### فضيحة "خطة القوس"
عندما كان ماركوس مستعدًا لإعلان الأحكام العرفية، تم توزيع نسخ من خطة تنفيذها على كبار المسؤولين داخل القوات المسلحة. وكطريقة لضمان أن أي من المخبرين سيُحاسب بسهولة، تم توزيع نسخ الخطة بعنوانات رمزية مأخوذة من علامات الأبراج. تم تسليم النسخة التي تحمل عنوان "القوس" إلى الجنرال ماركوس "مارك" سوليمان الذي كان قائدًا وكالة التنسيق الاستخباراتي الوطني. وهكذا، عندما كشف السيناتور بينينيو "نينوي" أكينو الابن عن وجود "خطة القوس" قبل أسبوع من إعلان الأحكام العرفية، تمكن الجنرالات الآخرون من نفي معرفتهم بأي عملية تحت هذا العنوان الرمزي، وكان من السهل على ماركوس تحديد سوليمان كمصدر المعلومات الذي أعطاها لأكينو.:{{{1}}}
بعد فترة وجيزة من إعلان الأحكام العرفية، أفادت الصحافة الخاضعة للرقابة أن سوليمان توفي نتيجة نوبة قلبية، ولكن عائلته كانت تؤمن بأن ماركوس أمر بقتله. ثم قام ماركوس بحل وكالة التنسيق الاستخباراتي الوطني (NICA) وأنشأ وكالة استخبارات وأمن قوية، الهيئة الوطنية للاستخبارات والأمن (NISA)، ووضع الجنرال المخلص لماركوس فابيانو فير في قيادتها.:{{{1}}}

### ضمان الدعم السياسي من الحكومة الأمريكية
بحلول عام 1971، تواصل ماركوس مع السفير الأمريكي في الفلبين هنري بيرواد، مع السؤال عن ما إذا كانت الولايات المتحدة، تحت إدارة الرئيس ريتشارد نيكسون، ستدعمه إذا اختار إعلان الأحكام العرفية. ناقش بيرواد المسألة مع نيكسون في محادثة في يناير 1971. وفقًا للنسخة التي تحتفظ بها الأرشيفات الوطنية الأمريكية من مذكرة المحادثة بين نيكسون وبيرواد: 
أعلن الرئيس أننا "ندعم ماركوس بشكل كامل"، و"إلى أقصى حد"، طالما كان ما يفعله هو الحفاظ على النظام ضد أولئك الذين يرغبون في تدميره باسم الحرية. وأشار الرئيس إلى أننا... لن نؤيد أي شخص يحاول أن يصبح ديكتاتورًا عسكريًا، لكننا سنفعل كل ما في وسعنا لدعم رجل يحاول جعل النظام يعمل والحفاظ على النظام. بالطبع، فهمنا أن ماركوس لن يكون مدفوعًا بالكامل بالمصالح الوطنية، لكننا توقعنا ذلك من القادة الآسيويين.
أبلغ ماركوس السفير الأمريكي في الفلبين عن نيته إعلان الأحكام العرفية في وقت مبكر من 17 سبتمبر 1972، أي قبل أيام قليلة من إعلان الأحكام العرفية في 23 سبتمبر 1972.
بعد نيكسون، كانت إدارتا فورد وريغان أيضًا داعمتين لماركوس. بينما أعربت إدارة كارتر عن قلقها الدبلوماسي بشأن انتهاكات حقوق الإنسان تحت حكم ماركوس، إلا أنها لم تتمكن من سحب دعمها بالكامل من ماركوس في ضوء حاجة السياسة الخارجية الأمريكية إلى تجديد عقد القواعد الأمريكية في الفلبين مع ماركوس.

## دور الحزب الشيوعي الفلبيني
من بين التهديدات العديدة التي تم ذكرها في وثيقة الإعلان رقم 1081 كتبريرات لإعلان الأحكام العرفية، كان التهديد الذي وصف بشكل موسع هو التهديد الذي يشكله المتمردون الشيوعيون – وتحديدًا الحزب الشيوعي الفلبيني الذي تأسس حديثًا، وهو منظمة ماوية انفصلت مؤخرًا عن الحزب الشيوعي الفلبيني الماركسي–اللينيني حزب كومونيستا الفلبين.

### "الرعب الأحمر" في الفلبين وقانون مكافحة التمرد
عندما أصبح ماركوس رئيسًا في عام 1965، كانت السياسة والفكر الفلبيني يعمل ضمن إطار جيوسياسي لما بعد الحرب العالمية الثانية. بعد حصولها على الاستقلال عن الولايات المتحدة بعد الحرب، احتفظت الفلبين بروابط اقتصادية وسياسية وعسكرية قوية مع الولايات المتحدة، تجسدت في معاهدة الدفاع المشترك (MDT)، اتفاقية المساعدة العسكرية (MAA)، مجموعة الاستشارات العسكرية الأمريكية (JUSMAG)، والوجود المادي لعدة قواعد عسكرية حيث يمكن للجيش الأمريكي إجراء "العمليات العسكرية الأمريكية دون عوائق" لمدة 99 عامًا (تم تقليصها لاحقًا إلى 50).
كان رؤساء الفلبين يعتمدون بشكل كبير على الدعم السياسي الأمريكي، ولم يتغير هذا حتى نهاية الحرب الباردة في 1989، وانهاء معاهدة القواعد العسكرية الأمريكية لعام 1947 في 1992.
مع الروابط الوثيقة مع الولايات المتحدة، كانت الفلبين عالقة أيديولوجيًا في الخوف من الشيوعية الذي روجت له الولايات المتحدة خلال الحرب الباردة. لم يكن الحكومة قد تم تأسيسها بشكل قوي بعد، وكانت "خائفة من أن تُجرفها المد المتصاعد للشيوعية"، لذا في عام 1957، تم تمرير قانون جمهورية رقم 1700، المعروف باسم "قانون مكافحة التمرد لعام 1957"، الذي جعل العضوية في أي حزب شيوعي غير قانونية. استغرقت الفلبين ثلاثة عقود ونصف لإلغائه، من خلال قانون جمهورية رقم 7636، في عام 1992.
كان قانون جمهورية رقم 1700 في الأصل يهدف لمكافحة الحزب الشيوعي الفلبيني (PKP) وقوته المسلحة هوكبالاهاب (التي كانت تُعرف أيضًا باسم "الهوكس"). كانت الحملة ضد الحزب الشيوعي الفلبيني والهوكس دموية، لكنها انتهت تقريبًا بحلول عام 1954. خلال الستينات، تابع بقايا الحزب الشيوعي الفلبيني "مسار العمل السلمي" بينما كانوا يعملون على إعادة بناء تنظيمهم، ولكن تم تحدي هذا لاحقًا من قبل مجموعة شبابية ماويّة داخل الحزب أنشأها أستاذ الجامعة خوسيه ماريا سيسون، الذي انضم إلى الحزب الشيوعي الفلبيني في 1962. كان سيسون ومجموعته يعارضون وجهة نظر قادة الحزب الشيوعي الفلبيني الذين كانوا يرون أن الكفاح المسلح هو مجهود غير مجدي، وتم طردهم من الحزب الشيوعي الفلبيني في 1967، وفي 26 ديسمبر 1968 أسسوا حزب الشيوعي الفلبيني (CPP) على أسس ماويّة. بينما سعى الحزب الشيوعي الفلبيني إلى تهميش هذه المجموعة الجديدة، إلا أنها سرعان ما أصبحت الحزب الشيوعي الرائد في الفلبين.

### ماركوس والخطاب المناهض للشيوعية
عندما أصبح ماركوس رئيسًا في عام 1965، كان الحزب الشيوعي الفلبيني (PKP) منظمة ضعيفة، وكان هوكبالاهاب قد تحول إلى "ما يشبه اللصوصية". لكن ماركوس بدأ على الفور بالحديث عن "التهديد الشيوعي" المفترض – مستفيدًا من صور الاشتباكات الدموية للهوك في الخمسينيات، واستقطب دعم إدارة جونسون السياسية في ضوء دخول الولايات المتحدة في الحرب في فيتنام، 1963-1969.
استمر ماركوس في استخدام الشيوعية كفزاعة بعد عام 1968، مع تلاشي الحزب الشيوعي الفلبيني (PKP) وظهور حزب الشيوعي الفلبيني (CPP) بشكل أكبر. كما فعلت القوات المسلحة الفلبينية (AFP) في عام 1969، عندما تحالف الحزب الشيوعي الفلبيني مع القائد العسكري للهوك برنابي بوسكاينو لتشكيل جيش الشعب الجديد (NPA) الناشئ. على الرغم من أن جيش الشعب الجديد كان قوة صغيرة في ذلك الوقت، إلا أن القوات المسلحة الفلبينية ضخمت تشكيله،:{{{1}}} جزئيًا لأن القيام بذلك كان مفيدًا لبناء ميزانية القوات المسلحة الفلبينية.:{{{1}}} نتيجة لذلك، يلاحظ المتخصص في الأمن ريتشارد ج. كيسلر، "لقد أسطرت القوات المسلحة الفلبينية المجموعة، مما منحها هالة ثورية جلبت المزيد من المؤيدين".
حتى في الأيام التي سبقت إعلان ماركوس عن الأحكام العرفية في 23 سبتمبر 1972، لم يعتبر مجلس الأمن الوطني الفلبيني الحركات الشيوعية تمثل تهديدًا كبيرًا. في تلك الفترة، تلقى مجلس الشيوخ الأمريكي إشعارًا يفيد بأنه اعتبارًا من 19 سبتمبر 1972، كانت تقييمات التهديد التي قدمها المجلس الفلبيني تتراوح بين "عادي" و"شرط الدفاع الداخلي 1"، وذلك على مقياس حيث كان الرقم 3 يمثل أعلى حالة دفاع. في عام 1971، صرح رئيس هيئة الأركان العامة للقوات المسلحة الفلبينية مانويل ت. يان علنًا للصحافة أن الأسباب التي قد تدفع ماركوس إلى فرض الأحكام العرفية أو تعليق امتيازات أمر القبض لم تكن موجودة. كما تذكر أحد الجنرالات الذين خدموا تحت قيادة الجنرال فابيان فير من وكالة الأمن والاستخبارات الوطنية أن "حتى عندما تم إعلان الأحكام العرفية، لم يكن الشيوعيون يمثلون تهديدًا حقيقيًا. كانت القوات المسلحة قادرة على التعامل معهم."

### الحوادث المؤكدة
على الرغم من الإجماع التاريخي الذي يشير إلى أن إدارة ماركوس بالغت عمدًا في قدرات وأفعال حزب الشيوعي الفلبيني، إلا أن بعض الحوادث التي ذكرها ماركوس تم تأكيدها كأنشطة حقيقية للحزب الشيوعي الفلبيني. وتشمل هذه: الهجوم في ديسمبر 1970 على مستودع الأكاديمية العسكرية الفلبينية من قبل الضابط المنشق فيكتور كوربوس؛ وحادث حادثة إم في كاراكاتان في يوليو 1972 حيث غرقت شحنة أسلحة سرية من الصين، كانت موجهة لقوات الحزب الشيوعي، قبالة نقطة ديغويو في بالانان، إيسابيلا.

### الحوادث المتنازع عليها
تم دحض أو الطعن في العديد من الحوادث الأخرى التي ذكرها ماركوس كتبريرات لإعلانه الأحكام العرفية، في ضوء تكتيك ماركوس المعروف في تنفيذ عمليات العلم الزائف كتكتيك دعائي.
ومن بين هذه الحوادث: تفجير مجزرة بلازا ميراندا في أغسطس 1971؛ تفجيرات مانيلا 1972 من مارس إلى سبتمبر من ذلك العام؛ والكمين المزعوم لوزير الدفاع خوان بونس إنريلي في سبتمبر 1972.

### تطرف النشطاء المعتدلين
كانت الاضطرابات الاجتماعية في الفترة من 1969 إلى 1970، وقمع احتجاجات "عاصفة الربع الأول" العنيفة من بين الأحداث المحورية المبكرة التي شهدت تطرف العديد من الطلاب الفلبينيين في السبعينات ضد إدارة ماركوس. وبسبب هذه القمعات، أصبح العديد من الطلاب الذين كانوا في السابق يحملون مواقف "معتدلة" (مثل الدعوة إلى الإصلاحات التشريعية) مقتنعين بأنه ليس لديهم خيار سوى المطالبة بتغيير اجتماعي أكثر تطرفًا.
تتضمن الأحداث المحورية الأخرى التي أدت إلى تطرف العديد من أعضاء المعارضة "المعتدلين" الأخرى، كمونة ديليمان في فبراير 1971؛ تعليق حق النقض في أغسطس 1971 بعد تفجير بلازا ميراندا؛ إعلان الأحكام العرفية في سبتمبر 1972 إعلان الأحكام العرفية؛ جريمة القتل في 1980 مقتل ماكلينغ دولاغ؛ واغتيال نينوي أكينو في أغسطس 1983.
أدى هذا التطرف إلى نمو كبير في حزب الشيوعي الفلبيني تحت إدارة ماركوس. يذكر الكاتب والداعية للسلام غوس ميكلات مثالًا عن مينداناو: "لم يكن هناك أي عنصر من عناصر جيش الشعب الجديد في مينداناو في عام 1972. نعم، كان هناك نشطاء، وكان هناك بعض المتحمسين... لكن لم يكن هناك أي متمردين مسلحين حينها باستثناء أولئك الذين شكلوا لاحقًا جبهة تحرير مورو الوطنية (MNLF). وعندما فر ماركوس في عام 1986، كان جيش الشعب الجديد موجودًا في جميع محافظات مينداناو تقريبًا، واستمتع حتى بتحالف ضمني مع جبهة تحرير مورو الوطنية".

## توقيع المرسوم رقم 1081
توجد عدة روايات متضاربة حول التاريخ المحدد الذي وقع فيه ماركوس على وثيقة المرسوم رقم 1081 التي وضعت الفلبين بأكملها تحت الأحكام العرفية.
مهما كان الحال، فقد تم تأريخ الوثيقة رسميًا في 21 سبتمبر بسبب خرافات ماركوس ومعتقداته في علم الأعداد بشأن الرقم سبعة. في مقال استعادي حول إعلان ماركوس للأحكام العرفية، علقت الجريدة الرسمية لجمهورية الفلبين على الاختلافات في الروايات:
"سواء كانت هذه الروايات متضاربة أم لا، تشير جميع الروايات إلى أن هوس ماركوس بعلم الأعداد (خصوصًا الرقم سبعة) كان يقتضي أن يتم توقيع المرسوم رقم 1081 في تاريخ يمكن قسمته على سبعة. وبالتالي، أصبح 21 سبتمبر 1972 هو التاريخ الرسمي الذي تم فيه فرض الأحكام العرفية وبداية ديكتاتورية ماركوس. كما سمح له هذا بالتحكم في التاريخ وفقًا لشروطه الخاصة."

## إعلان وتنفيذ الأحكام العرفية
لقد تميز يوم 22 سبتمبر 1972 بفترة قصيرة تم فيها تطبيق المرسوم رقم 1081 بشكل رسمي، ولكن دون علم الجمهور. لذا، تم تنفيذ الأحكام العرفية بشكل صحيح في معظم أنحاء الفلبين عندما تم الإعلان عنها في مساء يوم 23 سبتمبر 1972.
بدأ تنفيذ الأحكام العرفية قبل منتصف الليل في 22 سبتمبر، مع اعتقال زعيمي المعارضة الرئيسيين، نينوي أكينو الذي ألقى خطابًا في الكونغرس في 21 سبتمبر يدين فرض الأحكام العرفية، وجوسيه ديوكينو الذي نظم مسيرة شارك فيها 50,000 شخص من حركة المواطنين المهتمين بالحريات المدنية (MCCCL) في بلازا ميراندا في نفس اليوم. بحلول فجر اليوم التالي، تم اعتقال العديد من الأفراد الـ 400 الذين وردت أسماؤهم في قائمة الاعتقال العسكرية الأولوية—من الصحفيين وأعضاء المعارضة السياسية ومندوبي المؤتمر الدستوري والمحامين الصريحين والمعلمين والطلاب.
تم إغلاق وسائل الإعلام، على الرغم من أن تلك التي كانت مرتبطة مع شريك ماركوس روبرتو بينيدكتو سمح لها بإعادة الفتح خلال اليوم. وسرعان ما تم حل الكونغرس، ومنعت الأنشطة الجماهيرية، وأُلغيت الأحزاب السياسية، وتم فرض حظر التجوال، وتم تعليق الحقوق المدنية والسياسية.

### الموجة الأولى من الاعتقالات
بدأت الموجة الأولى من الاعتقالات في إطار إعلان ماركوس للأحكام العرفية مع اعتقال السيناتور بنيغنو أكينو جونيور في وقت متأخر من مساء 22 سبتمبر، أثناء اجتماع متأخر للجنة المشتركة للكونغرس حول إصلاحات التعريفة في فندق مانيلّا هيلتون. كان أكينو أحد أبرز منتقدي ماركوس، وكان قد كشف عن خطة إعلان الأحكام العرفية في خطاب في مجلس الشيوخ الفلبيني في الأسبوع الذي قبله.
خوان بونس إنريلي سيعترف لاحقًا بأن الموجة الأولى من الاعتقالات كانت تركز على الشخصيات السياسية والصحفيين "في المراحل الأولى، كان يجب أن نضعف جميع القادة من أجل السيطرة على الوضع."
تمت باقي الاعتقالات بعد منتصف الليل في الساعات الأولى من صباح 23 سبتمبر. أُرسلت قوات الأحكام العرفية لاعتقال 400 شخص في قائمة الأهداف الأولوية. بحلول الساعة 1:00 صباحًا، تم اعتقال السيناتور خوسيه و. ديوكينو في مقر إقامته في ماكاتي، وكذلك تم اعتقال الشاعر-السيناتور سوك رودريغو في الساعة 2:00 صباحًا من نفس اليوم. كان نائب الرئيس فرناندو لوبيز، الذي استقال من مناصبه في حكومة ماركوس بعد اتهام ماركوس بالفساد واحتكار السلطة، على قائمة الأولوية، ولكنه كان في الخارج وقت إعلان الأحكام العرفية. كان سيرجيو أوسميانا جونيور، الذي خاض الانتخابات ضد ماركوس في انتخابات 1969 المثيرة للجدل، أيضًا في الخارج في ذلك الوقت ولم يتم اعتقاله. وفي مكانهم، تم اعتقال ابن أخ لوبيز أوجينيو لوبيز جونيور وابن أوسميانا سيرجيو أوسميانا الثالث في ما وصفته وسائل الإعلام الدولية بأنه عمل ابتزازي يهدف إلى تقويض إمبراطوريات عائلاتهم المالية.
بحلول فجر 23 سبتمبر، كان 100 من الـ 400 شخص المدرجين في القائمة في مراكز الاحتجاز، وكان من بين المعتقلين السيناتور رامون ميترّا، معلمة التاريخ في جامعة خوسيه ريزال إيتا روزاليس، أستاذة كلية العمل الاجتماعي بجامعة الفلبين فلورا لانسانغ، محامية حقوق الإنسان هاي ديه يوراك، ناشر صحيفة Manila Times تشينو روكيس، وثرى من الصحفيين. تم اعتقال قادة الطلاب بغض النظر عما إذا كانت منظماتهم "راديكالية" أو "معتدلة".
من بين محرري الصحف الذين تم اعتقالهم تلك الليلة كان أماندو دورونيلا من ديلي ميرور، لويس ماوريسيو من الفلبين جرافيك، تيودورو لوكسين الأب من الفلبين فري برس، ورولاندو فادول من الصحيفة اليومية طاليبا. كما تم اعتقال الصحفيين روبرت أورودنيز من الفلبين هيرالد، روزاليندا غالانغ من مانيلّا تايمز؛ الكتاب الصحفيين إرنستو غراندادا من مانيلّا كرونيكل وماكسيمو سوليفين من مانيلّا تايمز، ولويس بيلتران وروبين كوسيباك من إيفينينغ نيوز.
وكان نائب رئيس تحرير صحيفة فليبن فري برس نابوليون رامّا والمذيع في ABS-CBN خوسيه مارّي فيليز من بين المندوبين في المؤتمر الدستوري لعام 1971، وكانا من بين الـ 11 مندوبًا صريحين الذين تم اعتقالهم. وكان من بين الآخرين هييرسون ألفاريز، أليخاندرو ليشواكو، فولتيير غارسيا، وتيوفيستو غوينغونا جونيور.

### الإغلاق الإعلامي
رد ماركوس بخوف من الإطاحة به، وقام على الفور بتوقيع الإعلان رقم 1081، الذي أعلن الأحكام العرفية في جميع أنحاء البلاد في الساعة 8:00 مساءً من نفس اليوم. قبل يوم واحد من الإعلان، في 22 سبتمبر 1972 الساعة 8:00 مساءً، تم إخبار وزير الدفاع خوان بونس إنريلي بالخروج من سيارته البيضاء من نوع مرسيدس بنز بالقرب من قرية واك-واك. وصلت سيارة أخرى تحمل مسلحين وتوقفت بالقرب من عمود كهرباء بجانب سيارة إنريلي. ثم نزلوا من سيارتهم وبدأوا في إطلاق النار على سيارة إنريلي الكبيرة لإعطاء انطباع عن كمين إرهابي، مما مهد الطريق للإعلان التلفزيوني المسرحي لماركوس.
بحلول صباح 23 سبتمبر 1972، نجحت قوات الأحكام العرفية في تنفيذ إغلاق إعلامي، مع السماح فقط للمنافذ الإعلامية المرتبطة بصديق ماركوس روبرتو بينيدكتو بالعمل. في فترة بعد الظهر، عاد قناة بينيدكتو التلفزيونية KBS-9 للبث مجددًا مع عرض حلقات من مسلسل الرسوم المتحركة Wacky Races من إنتاج هانا-باربيرا، والذي تم قطعه في الساعة 3:00 مساءً، عندما خرج السكرتير الصحفي فرانسيسكو تاتاد على الهواء لقراءة الإعلان رقم 1081، الذي أعلن من خلاله ماركوس الأحكام العرفية. ثم ظهر فرديناند ماركوس على الهواء في الساعة 7:17 مساءً لتأكيد الإعلان. في صباح اليوم التالي، 24 سبتمبر، أعلن عنوان صحيفة بينيدكتو ديلي إكسبرس "FM يعلن الأحكام العرفية" – الصحيفة الوطنية الوحيدة التي صدرت في أعقاب إعلان الأحكام العرفية. (صحيفة مينداناو تريبيون، التي لم تتلق إشعارًا بالإغلاق الإعلامي، كانت قد تمكنت من إصدار نسخة مساء 23 سبتمبر.)
أدى الإعلان إلى إغلاق 7 محطات تلفزيونية، 16 صحيفة يومية وطنية، 11 مجلة أسبوعية، 66 صحيفة محلية، و292 محطة إذاعية؛ بالإضافة إلى خدمات عامة مثل ميرالكو، PLDT، وشركات الطيران مثل الخطوط الجوية الفلبينية (التي أعيد تسميتها في عام 1973 من قبل ماركوس كـالناقل الوطني)، طيران مانيلّا وطيران فيليبيناس أورينت.

## تأثير الأحكام العرفية على مؤتمر الدستور لعام 1971
كان لإعلان ماركوس عن الأحكام العرفية في سبتمبر 1972 تداعيات كبيرة على المؤتمر الدستوري لعام 1971. حيث قام ماركوس باعتقال قيادة "كتلة المعارضة" داخل المؤتمر، والذين كانوا يسعون لضمان عدم بقاء ماركوس في السلطة لفترة أطول من الفترتين المسموح بهما بموجب دستور 1935. وفي نهاية المطاف، اقترح مجموعة من المندوبين المؤيدين لماركوس بقيادة جيلبرتو دوافيت مسودة جديدة بالكامل للدستور، وقدموا هذه المسودة إلى قصر مالاكانانغ للمصادقة عليها بعد شهرين فقط من إعلان الأحكام العرفية.

### اعتقال المندوبين واحتجاز أكينو وديوكو
تأثرت أعمال المؤتمر بإعلان الأحكام العرفية في سبتمبر 1972 من قبل الرئيس فرديناند ماركوس؛ حيث تم تكليف الوحدات العسكرية المكلفة بتنفيذ الأحكام العرفية بقائمة تضم 400 شخص ليتم اعتقالهم، وكان معظمهم من النقاد البارزين لإدارة فرديناند ماركوس. شملت هذه القائمة عددًا من أعضاء المؤتمر الدستوري.
بعض الأفراد المذكورين في القائمة، مثل راؤول مانغلابوس، لم يكونوا في الفلبين وقت إعلان الأحكام العرفية، بينما كان البعض الآخر، مثل راؤول روكو، داخل البلاد لكنه تمكن من تجنب الاعتقال.
ومع ذلك، تم اعتقال العديد من أعضاء كتلة المعارضة في المؤتمر الدستوري خلال الساعات الأولى من صباح يوم 22 سبتمبر 1972.(ص."157") وشملت قائمة المعتقلين من أعضاء المؤتمر أنطونيو أرانييتا، خوسيه كونسيبسيون، فولتير غارسيا، برين غياو، تيوفيستو غوينغونا الابن، أليخاندرو ليتشواكو، خوسيه نوليدو، نائب رئيس تحرير صحيفة فري برس الفلبينية نابليون راما، ومذيع قناة إيه بي إس-سي بي إن خوسيه ماري فيليز.
مع وجود ما يقرب من عشرة أعضاء من أعضائه في السجن وبعض من أبرز قادته في الخارج أو مختبئين، لم يعد بإمكان "الفصيل التقدمي" في المؤتمر، الذي كان يعارض ماركوس، المساهمة في المناقشات.
في مارس 1973، تم تكبيل كل من ديوكو وأكينو، الذين اعتبرتهم الديكتاتورية من أبرز خصومها، وعصب أعينهم ونقلهم إلى حصن ماغسايساي في لور، نويفا إيسيخا. تم وضعهم في الحبس الانفرادي لمدة 30 يومًا بعد أن نشر أكينو مقالًا في صحيفة بانكوك بوست كشف عن المزيد من الانتهاكات خلال فترة الأحكام العرفية. اتهم ماركوس ديوكو وأكينو بالوقوف وراء المقال، حيث تم نشره أثناء وجودهما في السجن في حصن بونيفاسيو. وتم إبقاؤهما في الحبس الانفرادي داخل غرف "ألفا" و"دلتا" المغلقة والمختومة تمامًا. قضى أكينو أيامه في العد باستخدام الطباشير على الحائط، بينما استخدم ديوكو عقد الحبال من ناموسيته بالإضافة إلى الجزء الخلفي من علبة صابون، حيث كان يعبر كل يوم بالطريقة التي يشكل بها تقويمًا.
تعرف أكينو وديوكو على وجود بعضهما البعض من خلال الغناء. كان أحدهما يغني بشكل متكرر النشيد الوطني "لُوبانغ هينيرانغ" أو "الأرض المختارة"، فيرد الآخر بغناء أغنية بايان كو أو "وطني" لإثبات أنه لا يزال على قيد الحياة.
كان أفراد عائلتيهما الذين يزورونهما يتعرضون في كثير من الأحيان للتفتيش الشخصي من قِبَل الجنود. كانت زوجة ديوكو، كارمن، تهرب الكتب باللغة الفرنسية والإسبانية لقراءته. وتحدث الزوجان بالإسبانية لمنع الحراس من التنصت على محادثاتهما. كما كان ديوكو يطلب من عائلته عدم البكاء أمام الجنود الساديين. ومع ذلك، كانت عمته "باز ويلسون"، التي تعد في التسعينيات من عمرها وتعتبر بمثابة أم له منذ وفاة والدته، تبكي في كل زيارة. وعلى الرغم من تعرضها أيضًا للتفتيش الشخصي، فإنها واصلت زياراتها.
كانت العائلة تبكي بمجرد مغادرتهم السجن، حيث كانت عائلة أكينو تشاهدهم. ساعد ذلك عائلة أكينو على التحضير عاطفيًا لأنهم لم يروا عائلة ديوكو تُظهر الكثير من الألم من قبل. كما أن "نينا" ديوكو، التي كانت تشك في ماركوس، جمعت معظم كتب زوجها من المكتبة الواقعة على شارع ديل بيلار وأخذتها إلى المنزل قبل أن يحرق الجيش المكتبة. وقد شكرها خوسيه على ذلك، حيث كان على دراية تامة بالمكتبة ويحفظ موقع كل رف وكل كتاب قرأه.
لم يُسمح لأكينو وديوكو بالاحتفاظ بالنظارات أو الأنابيب، وكان ديوكو بحاجة إلى طلب مسبحته من وقت لآخر. بعد تحمل 30 يومًا من الحبس الانفرادي، تم نقلهما مرة أخرى إلى حصن بونيفاسيو. أُفرج عن ديوكو في 11 سبتمبر 1974، يوم عيد ميلاد ماركوس، بينما غادر أكينو إلى الولايات المتحدة في عام 1980.

### الموافقة المستعجلة
تحرك المؤتمر بسرعة بعد إعلان ماركوس الأحكام العرفية. تم القضاء فعليًا على كتلة المعارضة، وعلّق التهديد بالسجن فوق رؤوس أي من المندوبين الذين قد يعارضون في المؤتمر. تم تعليق القواعد العادية للمؤتمر، وشكلت مجموعة من 166 عضوًا برئاسة المندوب المؤيد لماركوس، جيلبرتو دوافِت، مسودة جديدة للدستور. وبحلول 29 نوفمبر 1972 – بعد أكثر بقليل من شهرين من إعلان الأحكام العرفية – وافق المؤتمر على المسودة التي قُدمت لماركوس في قصر مالاكانانغ في الأول من ديسمبر 1972.

## صعود جبهة تحرير مورو الوطنية
أُشعلت التوترات بين إدارة ماركوس وشعوب مورو في مينداناو بسبب الكشف عن مجزرة جابيدة عام 1968. بعد أن سرد جيببن أرولا قصة المجزرة للصحافة، وأشارت تحقيقات مجلس الشيوخ إلى تورط الرئيس، دعا عضو الكونغرس عن لاناو ديل سور، رشيد لقمان، إلى عزل ماركوس. وعندما فشلت المحاولة، أسس لاحقًا منظمة تحرير بانجسامورو (BMLO)، التي دعت في البداية إلى استقلال المورو، لكنها تحولت لاحقًا إلى الدعوة للحكم الذاتي الإقليمي.
كما قام حاكم كوتاباتو السابق داتو أودتوج ماتالام بتشكيل حركة استقلال المسلمين (MIM)، التي دعت أيضًا إلى استقلال المورو. ومع ذلك، لم تتمكن أي من المجموعتين من جذب أتباع كافيين لتشكيل معارضة فعّالة قبل إعلان ماركوس الأحكام العرفية. بقيت منظمة BMLO صغيرة، بينما تم حل حركة MIM عندما قبل ماتالام منصبًا حكوميًا تحت إدارة ماركوس.
مع إعلان الأحكام العرفية في 21 أكتوبر 1972، تم حل الأحزاب السياسية، بما في ذلك منظمة BMLO وحركة MIM. عندما قام عضو سابق في حركة MIM، نور ميسواري، بتشكيل جماعة مسلحة انفصالية تُعرف باسم جبهة تحرير مورو الوطنية، تمكن بسرعة من توحيد القوى. أصبحت جبهة تحرير مورو الوطنية الصوت الوحيد المسيطر الذي يدعو لاستقلال المورو، وتمكنت من تشكيل قوة مسلحة كبيرة. وهكذا بدأ صراع مورو الذي استمر لعقود بشكل جاد.

## انتهاكات حقوق الإنسان

### نطاق الانتهاكات
يتذكر التاريخ حكم ماركوس الذي استمر 14 عامًا كدكتاتور بسجله المليء بانتهاكات حقوق الإنسان، حيث استهدفت هذه الانتهاكات بشكل خاص المعارضين السياسيين، والنشطاء الطلابيين، والصحفيين، والعاملين في المجال الديني، والمزارعين، وغيرهم ممن ناهضوا دكتاتورية ماركوس. بناءً على توثيق منظمة العفو الدولية، وقوة المهام الخاصة بالمعتقلين في الفلبين، ومنظمات أخرى لمراقبة حقوق الإنسان، يعتقد المؤرخون أن فترة دكتاتورية ماركوس شهدت 3,257 عملية قتل خارج نطاق القضاء، و35,000 حالة موثقة من التعذيب، و737 اختفاء قسري، و70,000 حالة اعتقال.
من بين 3,257 ضحية للقتل، تعرض 2,520 منهم للتعذيب والتشويه قبل أن تُلقى جثثهم في أماكن متفرقة ليكتشفها العامة – وهي استراتيجية تهدف إلى بث الرعب بين الناس، وأصبحت تُعرف باسم "التصفية" أو "السلفجة". بل إن بعض الجثث تعرضت لأعمال أكل لحوم البشر.

### الضغط الدولي ومعرفة ماركوس بالانتهاكات
وصلت أخبار انتهاكات حقوق الإنسان في عهد ماركوس إلى المجتمع الدولي، مما دفع إلى ممارسة ضغوط على إدارته لوقفها. ففي عام 1975، انشق مستشار ماركوس الرئيسي والدعائي، بريميتيفو ميهاريس، عن النظام وكشف أمام المشرعين الأمريكيين أن التعذيب كان يُمارس بشكل منهجي داخل النظام. أدى اعتراف ميهاريس إلى انتقادات دولية واسعة، خاصة من منظمة العفو الدولية وواشنطن. كشف أول تقرير لمنظمة العفو الدولية عن الفلبين في ديسمبر 1975 عن "التعذيب المنهجي والقاسي" الذي نفذته وحدة الأمن الخامسة للشرطة العسكرية (5CSU). وجدت منظمة العفو الدولية أدلة قوية على انتشار التعذيب بين السجناء، ساعدت عليه قرارات ماركوس بتعليق قانون المثول أمام القضاء وغياب الرقابة القضائية. تشير الأدلة إلى أن ماركوس لم يكن فقط على علم بعمليات التعذيب والقتل التي ارتكبتها قواته العسكرية والشرطة، بل إنه أيدها وأحيانًا نظمها بنفسه. أدى ذلك إلى توترات بين الولايات المتحدة والفلبين، وضغط على ماركوس للاعتراف بانتهاكات حقوق الإنسان التي وقعت خلال نظامه.
في البداية، أنكر ماركوس علمه بانتهاكات حقوق الإنسان. ففي عام 1974، أعلن في خطاب متلفز أن "لا أحد، أكرر لا أحد، قد تعرض للتعذيب". لكنه اعترف في نهاية المطاف، خلال مؤتمر "السلام العالمي من خلال القانون" عام 1977 في مانيلا، قائلاً: "للأسف الشديد، وقعت بعض الانتهاكات لحقوق المحتجزين".

## الاقتصاد
يمثل التاريخ الاقتصادي للفلبين من إعلان الأحكام العرفية على يد ماركوس وحتى إقصائه خلال ثورة سلطة الشعب عام 1986 فترة تميزت بتقلبات اقتصادية كبيرة بين ارتفاعات وانخفاضات ملحوظة.
تزامن إعلان الأحكام العرفية في سبتمبر 1972 مع زيادة الطلب العالمي على المواد الخام، مثل جوز الهند والسكر، وارتفاع أسعار السوق العالمية لهذه السلع. سمحت هذه "الطفرة السلعية" بنمو الناتج المحلي الإجمالي ليصل إلى ذروته بنحو 9% في السنوات التي تلت الإعلان مباشرة – في عامي 1973 و1976. تضاعف الناتج المحلي الإجمالي للفلبين أربع مرات من 8 مليارات دولار في عام 1972 إلى 32.45 مليار دولار في عام 1980، بمعدل نمو سنوي متوسط معدّل للتضخم بلغ 6%.
استمرت الطفرة السلعية خلال معظم السبعينيات، لكنها بدأت بالتباطؤ في أوائل الثمانينيات مما جعل الاقتصاد الفلبيني عرضة لعدم استقرار سوق رأس المال الدولية. ونتيجة لذلك، نما الاقتصاد وسط صدمتين عالميتين حادتين في أسعار النفط عقب أزمة النفط عام 1973 وأزمة الطاقة عام 1979 – حيث ارتفع سعر النفط من 3 دولارات للبرميل في 1973 إلى 39.5 دولارًا في 1979، أي بزيادة 1200%، مما أدى إلى تفاقم التضخم.[بحاجة لمصدر]
أشارت مؤسسة التراث (The Heritage Foundation) إلى أنه عندما بدأ الاقتصاد يضعف في عام 1979، لم تعتمد الحكومة سياسات مضادة للركود، بل أطلقت مشاريع صناعية محفوفة بالمخاطر ومرتفعة التكلفة. شهد الاقتصاد بشكل عام تباطؤًا في نمو الناتج المحلي الإجمالي للفرد، وتدهورًا في ظروف الأجور، وارتفاعًا في معدلات البطالة، خصوصًا في السنوات الأخيرة من فترة حكم ماركوس بعد ركود 1983–1984. كما تراجعت قيمة البيزو الفلبيني بشكل حاد من 3.9 إلى 20.53. وقد نُسب الركود بشكل كبير إلى الاضطرابات السياسية التي أعقبت اغتيال نينوي أكينو، وإلى ارتفاع معدلات الفائدة العالمية، وركود أوائل الثمانينيات، وأزمة الطاقة عام 1979 التي تسببت في زيادة كبيرة في أسعار النفط العالمية. وقد أثرت هذه العوامل الأخيرة على جميع البلدان المدينة في أمريكا اللاتينية وأوروبا وآسيا، ولم تكن الفلبين استثناءً من العواقب الاقتصادية السلبية.
وعلى الرغم من الركود الاقتصادي في 1984–1985، تضاعف الناتج المحلي الإجمالي للفرد أكثر من ثلاث مرات من 175.9 دولارًا في عام 1965 إلى 565.8 دولارًا في عام 1985 في نهاية فترة حكم ماركوس، لكن ذلك يعادل متوسط نمو سنوي أقل من 1.2% عند تعديل القيم مع التضخم.
غالبًا ما يُوصف هذا العصر بشكل خاطئ بأنه عصر ذهبي للاقتصاد الفلبيني. ومع ذلك، بحلول نهاية هذه الفترة، كانت البلاد تعاني من أزمة ديون وفقر مدقع وبطالة كبيرة. على جزيرة نيغروس، كان خُمس الأطفال تحت سن السادسة يعانون من سوء تغذية حاد.

### ارتفاع معدلات الفقر
ارتفعت معدلات الفقر من 41% في ستينيات القرن الماضي، عندما تولى ماركوس الرئاسة، إلى 59% عند الإطاحة به.

### ارتفاع الديون
اتبعت الفلبين سياسة اقتراض حذرة حتى أوائل السبعينيات، ولكن إدارة ماركوس لجأت إلى اقتراض مبالغ ضخمة من الديون الخارجية في أوائل الثمانينيات، في ظل ارتفاع أسعار النفط، وأسعار الفائدة المرتفعة، وهروب رأس المال، وانخفاض أسعار صادرات السكر وجوز الهند. ارتفع إجمالي الديون الخارجية للبلاد من 2.3 مليار دولار أمريكي في عام 1970 إلى 26.2 مليار دولار أمريكي في عام 1985.[بحاجة لمصدر] إلى جانب الفساد ونهب الأموال العامة من قبل ماركوس وحاشيته، ظلت البلاد تعاني من أزمة خدمة الديون التي يُتوقع أن تُحل فقط بحلول عام 2025.[بحاجة لمصدر]

### قمع الصحافة
أدى إغلاق وسائل الإعلام والاعتقالات الجماعية للناشرين والصحفيين عشية إعلان قانون الأحكام العرفية عام 1972 إلى إسكات ثقافة حرية الصحافة في الفلبين لعدة سنوات. كما ترك ذلك تأثيرًا مروعًا على تغطية الأخبار حتى إطاحة ماركوس ونفيه عام 1986، رغم تخفيف الإدارة لقيود الصحافة تحت ضغط دولي، ورغم الإلغاء الفني لقانون الأحكام العرفية عام 1981.
أُطلق على بعض المنشورات التي تجرأت على انتقاد ماركوس، مثل WE Forum وAng Pahayagang Malaya، لقب "صحافة البعوض"، لأنها كانت تمثل إزعاجًا طفيفًا ولكنه مستمر للنظام الديكتاتوري.
أهم التحولات في تاريخ الصحافة الفلبينية خلال هذه الفترة تضمنت: تأسيس WE Forum عام 1977 وAng Pahayagang Malaya عام 1981؛ التغطية المميزة لجريمة قتل ماكلي-ينغ دولاغ، وهو زعيم من المعارضة الأصلية لمشروع سد نهر شيكو؛ فضيحة وساماته العسكرية المزورة عام 1982، مما أدى إلى إغلاق WE Forum وسجن أعمدة صحفييه البارزين؛ وجريمة قتل الصحفي البارز أليكس أوركولو في مدينة دافاو عام 1984.

## الإعلان رقم 2045
في 17 يناير 1981، أصدر ماركوس الإعلان رقم 2045، الذي رفع رسمياً إعلان الأحكام العرفية، لكنه احتفظ بالكثير من سلطاته. وكان توقيت الرفع يتزامن مع زيارة البابا يوحنا بولس الثاني للفلبين ومع تنصيب الرئيس الأمريكي الجديد وحليف ماركوس رونالد ريغان. ردًا على الإعلان، قال الرئيس السابق ديودادو ماكاباجال، الذي كان في ذلك الوقت عضوًا بارزًا في منظمة الديمقراطيين القوميين المتحدة، إن رفع الأحكام العرفية بعد ثماني سنوات كان "بالاسم فقط، ولكن ليس في الواقع". رد ماركوس على الانتقادات قائلاً أمام الجمعية الوطنية، "أعضاء المعارضة يريدون فقط إنقاذ أنفسهم ضد المصالح الوطنية."
سمح التعديل رقم 6 على الدستور الجديد لعام 1973 له بمواصلة إصدار القوانين، وتم الاستمرار في العمل بالقرارات الصادرة أثناء الأحكام العرفية بعد رفع الإعلان رقم 1081. كما احتفظ بالحق في تعليق تنفيذ مذكرات التوقيف بحق المعتقلين بتهم "تتعلق بالتحريض، والتمرد، والثورة، وأيضًا التآمر لارتكاب هذه الجرائم."
استمرت انتهاكات حقوق الإنسان.

## ثورة قوى الشعب 1986 ونفي عائلة ماركوس
تصاعدت الاضطرابات نتيجة الانهيار الاقتصادي في الفلبين في السنوات التي تلت اغتيال السيناتور بنيغنو أكوينو عام 1983، ووصلت إلى ذروتها في فبراير 1986، عندما نجحت ثورة إيدسا قوى الشعب في الإطاحة بعائلة ماركوس من قصر مالاكانانغ.
خوفًا من سيناريو يمكن أن يؤدي إلى حرب أهلية نتيجة بقاء ماركوس في الفلبين، قامت إدارة ريغان بنقل ماركوس وحوالي 80 شخصًا من أفراد عائلته وعدد من المقربين منه – عائلة ماركوس الممتدة وعدد من الأصدقاء المقربين – من الفلبين إلى هاواي رغم اعتراضات ماركوس.
مكثت العائلة في قاعدة هيكام الجوية على نفقة الحكومة الأمريكية. بعد شهر، انتقلوا إلى منزلين في ماكيكي هايتس، هونولولو، تم تسجيلهما باسم أصدقاء ماركوس أنطونيو فلويريندو وبيينفينيدو وغليسييريا تانطوكو.
توفي ماركوس في المنفى في 1989.
في وقت لاحق، سمحت الرئيسة كورازون أكوينو لبقية أفراد عائلة ماركوس بالعودة إلى الفلبين لمواجهة العديد من التهم. وتسجيلات الأخبار من تلك الفترة تشير إلى أن مؤيدي ماركوس نظموا حشودًا من أحياء مانيلا الفقيرة للترحيب بعودة ماركوس.